# Sex (album Tili Tequili)
Minialbum "Sex" nagrany przez amerykańską piosenkarkę i modelkę Tilę Tequilę. Album zawiera tylko 6 utworów.

## Lista utworów
1. Intro (03:05)
2. Sex (03:41)
3. Little Brat (03:12)
4. Rat Room (03:24)
5. Summer Nightfalls (02:55)
6. Lipstick Flavored Cherries (03:49)